# Chalicotherioidea

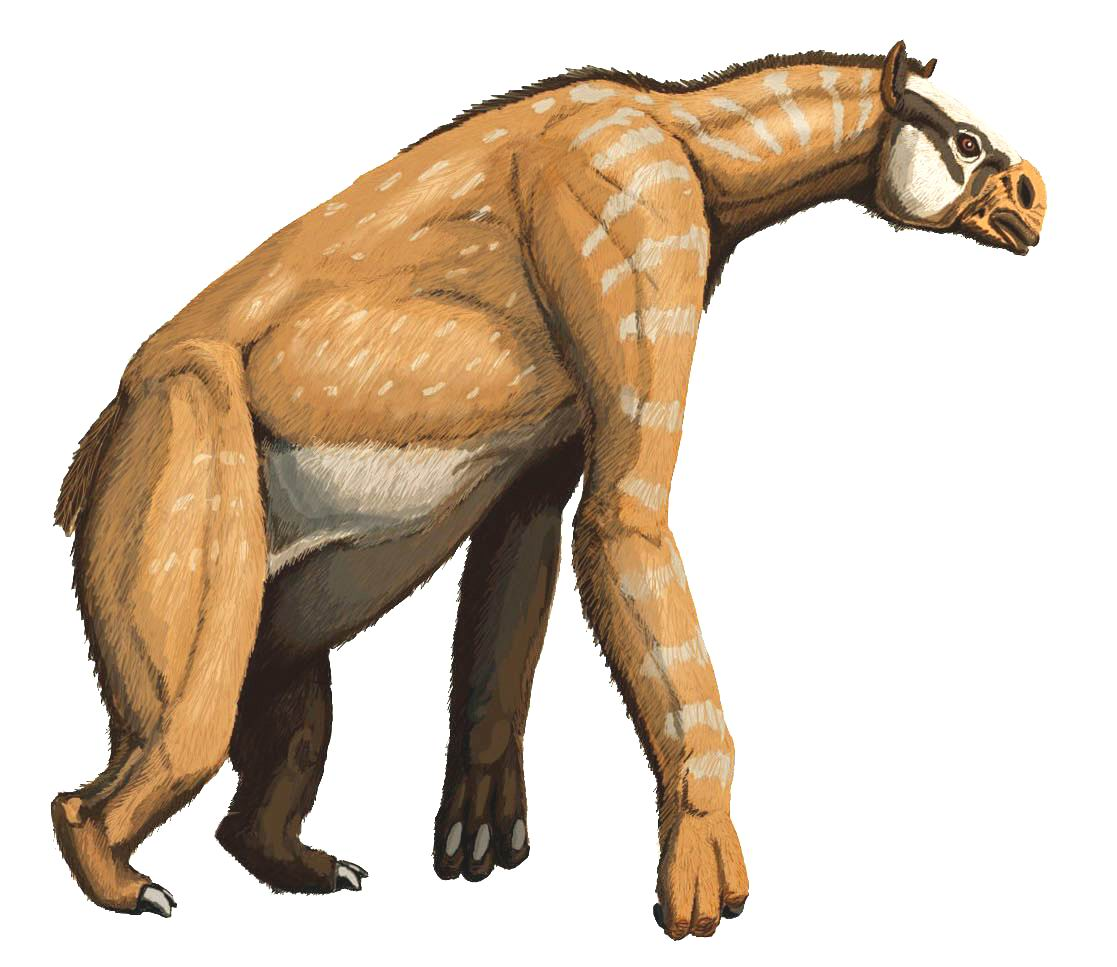
Anisodon grande

Chalicotherioidea — вимерла надродина пазуристих непарнопалих, яка жила від раннього еоцену до раннього плейстоцену. Судячи з літопису скам'янілостей, вони з'явилися та процвітали переважно в Євразії, хоча зразки були знайдені як в Африці, так і в Північній Америці. Ймовірно, вони були браузерами, які харчувалися переважно листям, гілочками та іншою нестійкою рослинністю. Багато родів мали спеціалізацію передніх кінцівок, що дозволяло використовувати кігті як гачки для перегляду та триматися над землею під час ходьби. Халікотери жили переважно в лісистих районах. Розмірний статевий диморфізм і морфологічні структури, такі як куполоподібні черепи тилоцефалонікса, свідчать про агоністичну поведінку в якомусь соціальному середовищі. Вони пов’язані з сучасними конями, носорогами та тапірами, а також з вимерлими бронтотерами.